# Virișmort
Virișmort – wieś w Rumunii, w okręgu Arad, w gminie Birchiș. W 2011 roku liczyła 53 mieszkańców. 